# Pastor

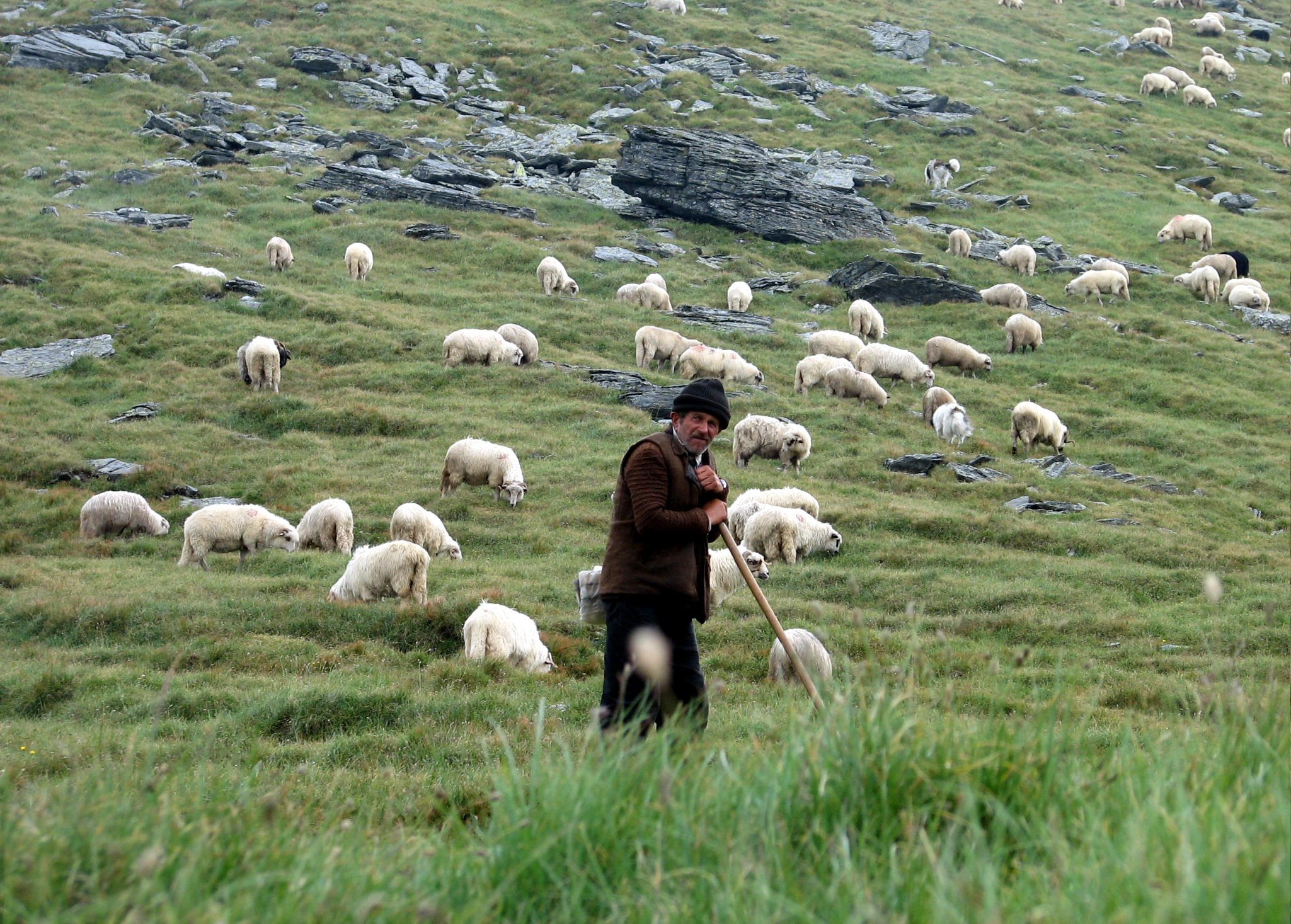
Um pastor de ovelhas nos Montes Făgăraş, na Roménia.

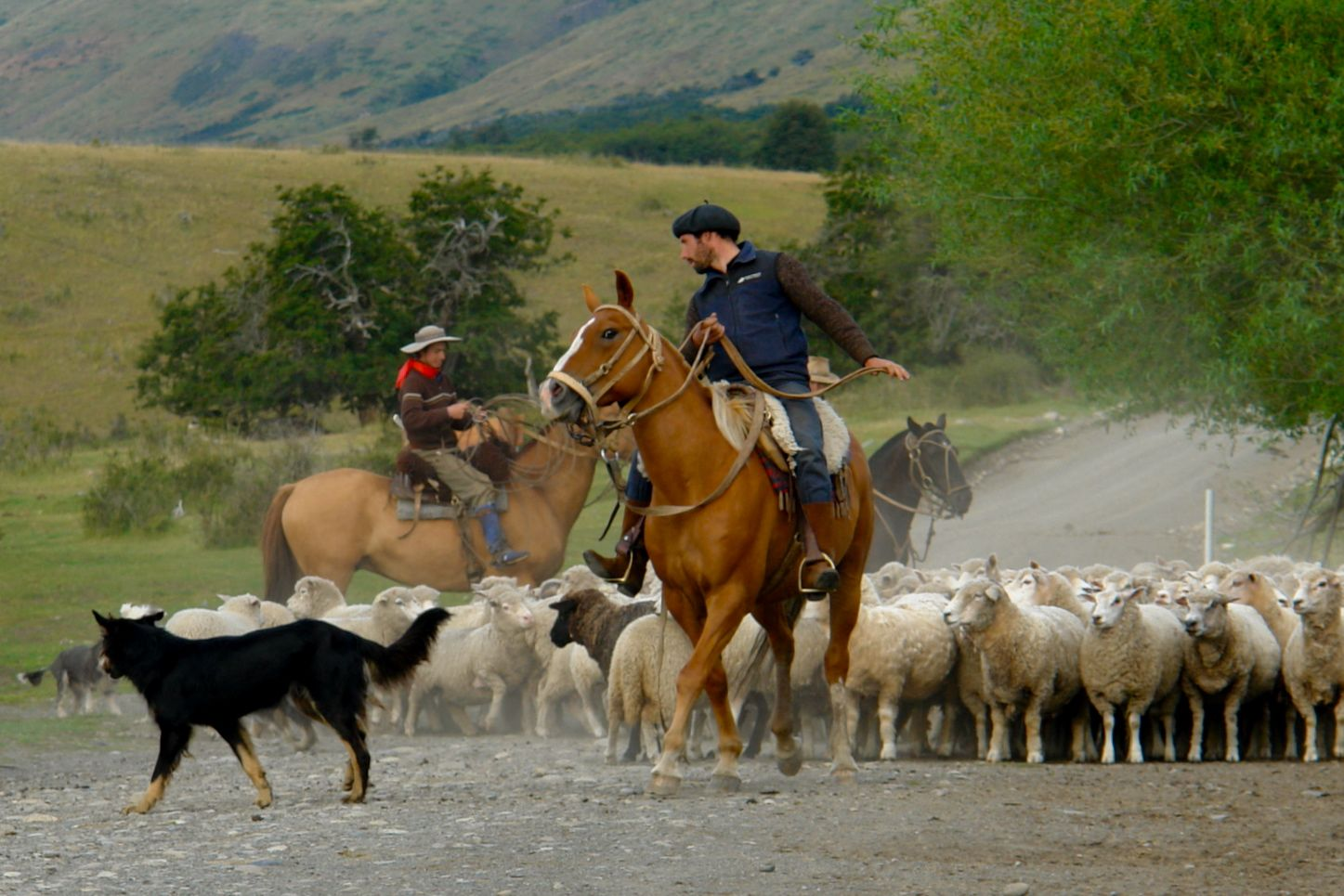
Pastor de ovelha na Patagónia, Argentina.

Um pastor é alguém que se dedica a domesticar, alimentar ou guardar animais como ovelhas, cabras e outros. Os historiadores acreditam que a domesticação de animais pelos seres humanos tenha ocorrido no período neolítico.

## Divisão[2]

### Categorias
- Rabadão (guardador de  gado miúdo)
- Maioral (chefe dos pastores)
- Ajuda

### Denominação
- Ganadeiro (guardador de gado) - no Vale do Sado e Alentejo este tipo de pastores é conhecido por maioral ou moiral[3]
- Boeiro (guardador de bois)
- Vaqueiro (guardador de vacas)
- Eguariço (guardador de cavalos)
- Poldreiro
- Cabreiro (guardador de cabras)
- Ovelheiro (guardador de ovelhas)
- Porqueiro (guardador de porcos)
- Alfeireiro (encarregado de gado novo ou de alfeire)

## Abrigos de pastor

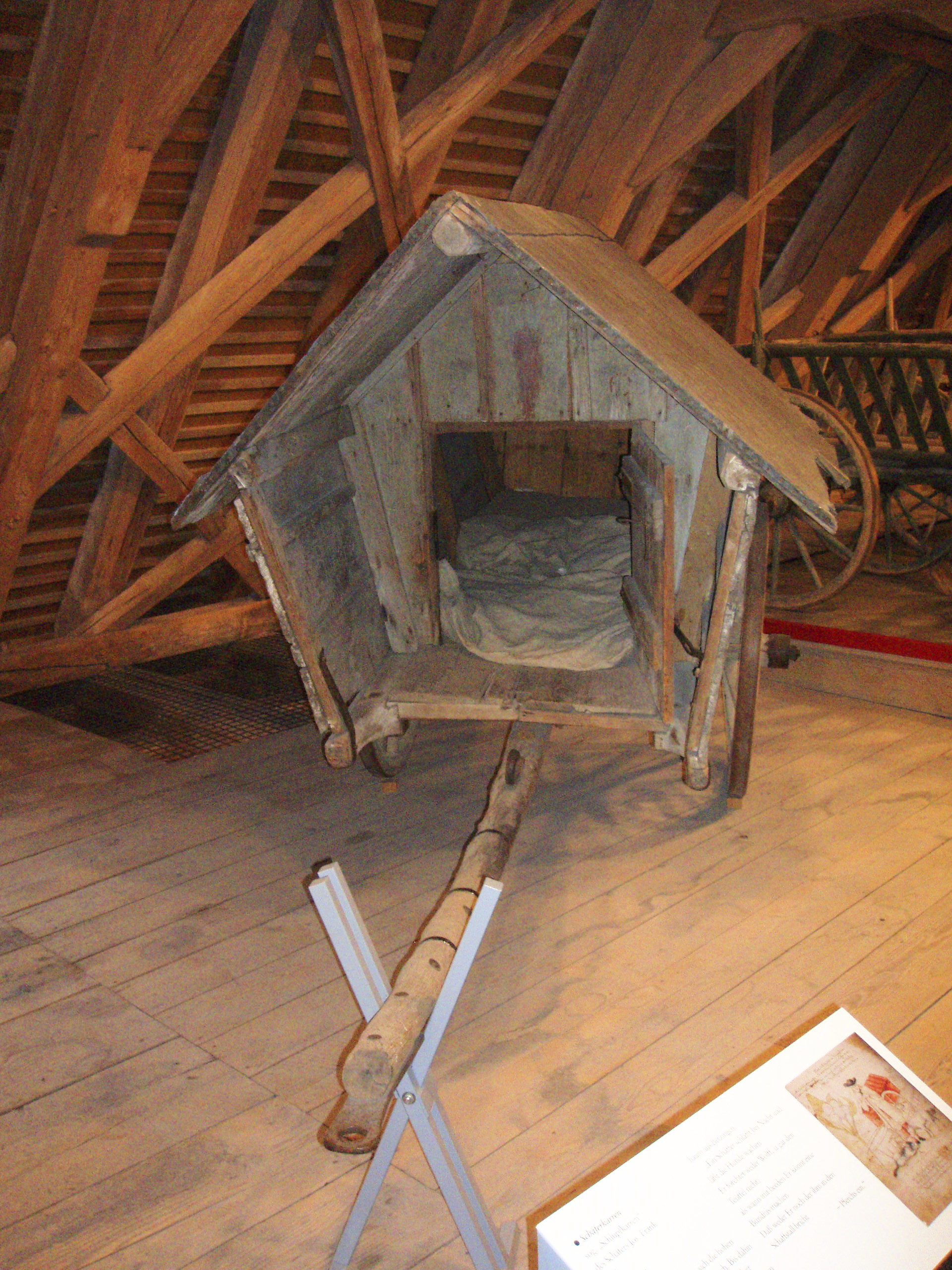
Schäferkarren

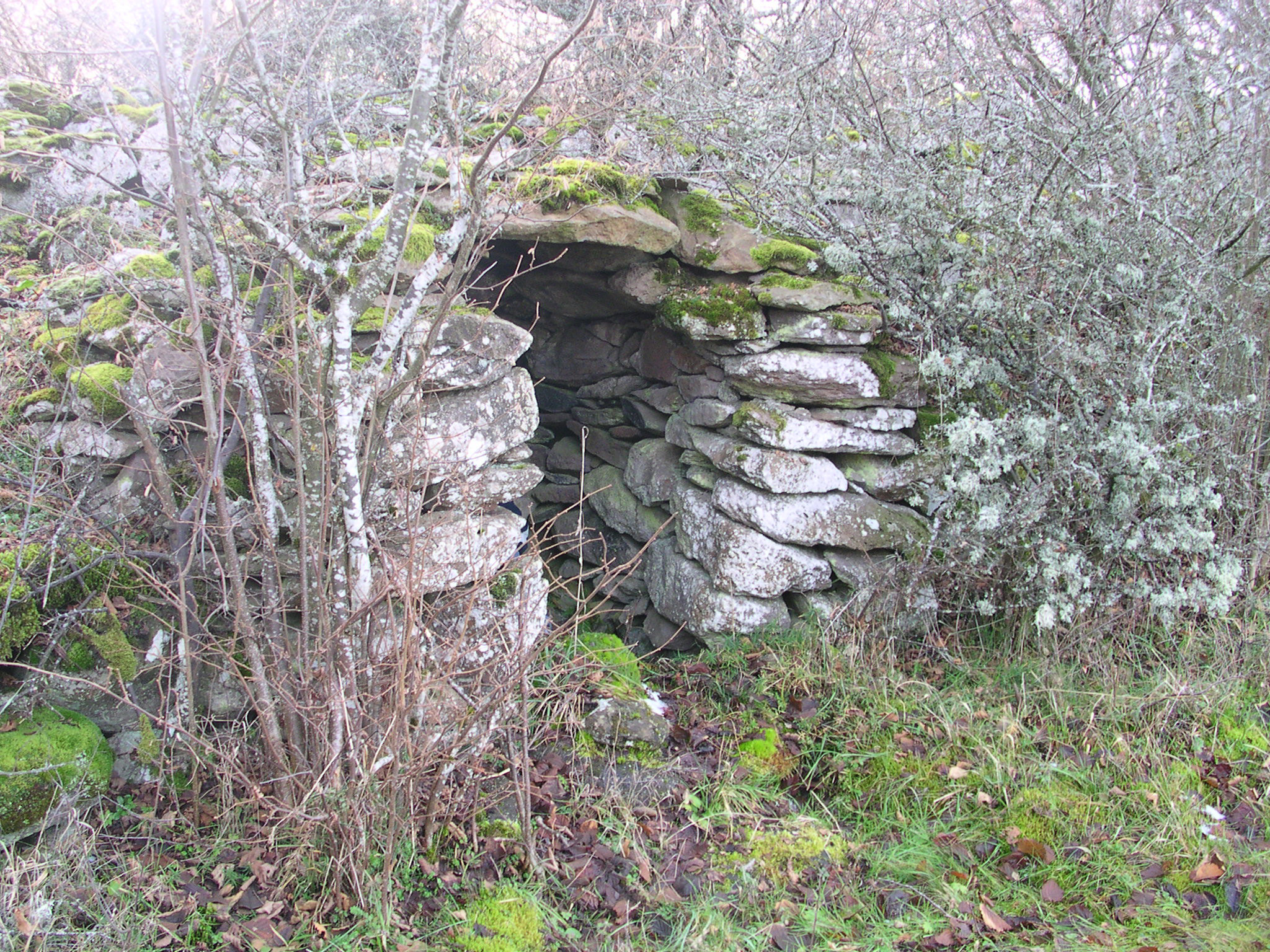
O Grande Cortelho.

Os abrigos de pastor são feitos de diversos materiais: xisto, granito, madeira etc. e servem para resguardar o pastor das intempéries. Muitos deles têm, também, a função de abrigar os próprios animais.
Em Portugal, há os cortelhos  - pequenas construções usadas para abrigo dos pastores, encontradas por exemplo na Serra da Peneda e noutros locais da Europa (picos de Europa, Pirenéus e
Irlanda). A tipologia dos cortelhos é geralmente de base circular, podem ter um ou dois pisos, com um diâmetro que pode ir até cerca de 3 metros e uma altura que pode atingir 4 metros. Algumas destas construções eram cercadas por um muro, chamado "bezerreira". Estas construções fazem parte do património etnográfico e cultural português.Na Serra Amarela são chamados de casarotas e no no Alto Minho de Cardenhas ou Cortelhos.
As Brandas de gado, ou Verandas, constituem  aglomerados de cortelhos, para onde se deslocavam as populações que acompanhavam os animais.
Existem, também, pequenas carroças de madeira móveis (em alemão: Schäferkarren), puxadas por uma vaca ou cavalo, dando espaço somente para o pastor. Hoje, na maioria, apodrecidas, encontram-se em museus especializados. Desde 1974, o eremita e artista alemão Hans Anthon Wagner vive numa destas carroças.

## Vestuário
Em Portugal, as várias peças do vestuário de um pastor diferem em nomes conforme a zona do país. Em geral os pastores usam:
- Casacão grande, de pele de ovelha, espécie de samarra com mangas, que protege o pastor do rigor do inverno.
- Safões, meias-calças de peles.
- Polainas de couro, peça que cobre a parte inferior da perna e a parte superior do calçado.